# Жилой дом Хаджаева (Ростов-на-Дону)
Жилой дом Хаджаева — старинный дом в Ростове-на-Дону на улице Социалистическая. Здание относится к Памятникам истории и культуры регионального значения.
Адрес: г. Ростов-на-Дону, ул. Социалистическая, 65.

## История
Жилой дом Г. Н. Хаджаева (ныне жилой дом) построено в начале XX века в стиле модерн. В 1913 году собственником здания был Г. Н. Хаджаев.

## Архитектура
Жилой дом Хаджаева в Ростове-на-Дону на улице Социалистическая, 65 представляет собой трехэтажный кирпичный дом, построенный в стиле модерн. Здание П-образное, двухэтажное с подвалом и многоскатной крышей; оштукатуренное, с оригинальной сложной проработкой лепного декора фасада.
В асимметричной композиции фасада доминируют две раскреповки на всю высоту здания: левая раскреповка подчеркивает вход и завершена высоким ступенчатым аттиком, правая — с невысоким. Дверь парадного входа двухстворчатая, филенчатая с фрамугой. Оконные приямки перекрыты кованными решетками.
Архитектурный облик фасада определяет сочетание традиционного штукатурного и стилизованного декора, а также облицовки простенков обоих этажей керамической плиткой цвета охры. Горизонтальное членение фасада осуществляет профилированные тяги (цокольная, подоконные, междуэтажные) и карниз.
Прямоугольные оконные проемы первого этажа обрамлены наличниками с массивными П-образными сандриками и замковыми камнями, полуциркульные проемы второго — оформлены архитекторами, объединенными между раскреповками участками тяг в их основании; в западной части фасада аналогично объединены прямоугольные сандрики окон.
Своеобразие фасаду придает лепной декор стилизующий мотивы флоры и фауны: фризовые орнаментальные пояса из листьев и цветов, композиция на ступенчатом аттике, вставка с цаплями в ложном люнете восточной раскреповки. Растительный орнаментальный мотив присутствует и в кованных полотнах ворот, фрамуге, решетке круглого окна.
На фасаде заменен балкон, утрачены завершения аттиков, штукатурный и лепной декор имеет значительные повреждения и утраты. Здание является памятником гражданской архитектуры начала XX века.